# Rosenberg (Bochum)
Der Rosenberg ist eine Großwohnsiedlung im Stadtteil Harpen im Nordosten von Bochum, erbaut ab 1965. Sie grenzt im Südosten an das Dorf Harpen, im Westen an den Castroper Hellweg bzw. an die frühere Zechenkolonie Grümerbaum, die bereits zum Stadtteil Hiltrop zählt, der Zeche Lothringen IV, im Südwesten an die Autobahn 43, im Norden an das Gewerbegebiet Josef-Baumann-Straße und damit an Gerthe.

## Stadtentwicklung
Die ersten Straßenzüge mit meist flacher Bebauung wurden bereits um 1960 angelegt. Ab 1965 wurden hier insbesondere Hochhäuser gebaut. Es entstanden 1300 Wohnungen für etwa 4000 Einwohner. Betreiber ist die VBW Bauen und Wohnen.
Am 13. Februar 1976 wurde von der Stadtverwaltung in dem gesamten Siedlungsgebiet des dichtbebauten Neubaugebiets Rosenberg, wie von der Bürgerinitiative „Rosenberg-Verein e. V.“ gefordert, eine Geschwindigkeitsbegrenzung auf 30 km/h angeordnet. Voran gegangen waren im Jahr davor fünf schwere Verkehrsunfälle denen Kinder im Alter von sechs bis acht Jahren aufgrund zu schnell fahrenden Autos zu Opfer fielen. Die war wahrscheinlich eine der ersten Tempo-30 Zonen in Deutschland.
Zu den Freizeitmöglichkeiten zählte das Nordbad mit Freibad. Das Hallenbad wurde 1988 geschlossen, das Freibad 2003; dann erfolgte der Abriss des Bades. Nach wie vor vorhanden ist die nach 1970 errichtete Sportanlage "Am Nordbad", genutzt vom Fußballklub "Blau-Weiß Grümerbaum 1929". Dieser wiederum ist benannt nach der Zechenkolonie.
2016 werden auf der Brachfläche des ehemaligen Nordbads 400 Flüchtlinge in Containern angesiedelt. Im Januar 2016 beschloss der Rat der Stadt Bochum den Kauf von Wohn-Containern für 12,6 Millionen Euro.

## Schule
Zur Rosenbergsiedlung gehörte von Beginn an – und bis heute – die "Rosenbergschule", welche eine Grundschule war. Um 2004/2005 herum entstand neben dieser ebenfalls die „Werner-von-Siemens“ Hauptschule, welche vorher ebenfalls in Gerthe angesiedelt war. Sie zog sowohl in bereits bestehende Gebäude, als auch zwei neue Anbauten ein, alles in allem war jedoch ein großer gemeinsamer Pausenhof mit der „Rosenbergschule“. In der Turnhalle der Schule ist die Volleyball-Abteilung der TV Gerthe 1911 zuhause.